# エド・ロバーツ
ヘンリー・エドワード・ロバーツ（英語: Henry Edward Roberts、1941年9月13日 - 2010年4月1日）は、アメリカ合衆国の工学者、起業家、医師。1975年に世界初の商業的に成功したパーソナルコンピュータを開発したことで知られ、「パーソナルコンピュータの父」と呼ばれている。
1970年にMicro Instrumentation and Telemetry Systems(MITS)社を設立した。当初はモデルロケットを趣味とする人向けに電子機器キットを販売していたが、『ポピュラーエレクトロニクス』1971年11月号の表紙に掲載された電卓キットで最初の成功を収め、1973年には100万ドルの売り上げを記録した 。しかし、電卓の価格競争が激化し、1974年までにMITS社は大きな負債を抱えた。その後、インテルが新しいマイクロプロセッサであるIntel 8080を発売すると、これを使用したコンピュータキット・Altair 8800を開発し、397ドルで販売した。これが『ポピュラーエレクトロニクス』1975年1月号の表紙に掲載されると、MITS社に注文が殺到した。ビル・ゲイツとポール・アレンはソフトウェア開発のためにMITS社に入社し、Altair BASICはマイクロソフトの最初の製品となった。
ロバーツは1977年にMITS社を売却した。彼はジョージア州で農場を開設した後、医学を学び、ジョージア州コクランで診療所を開いた。

## 若年期
ロバーツは1941年9月13日にフロリダ州マイアミで家電修理工のヘンリー・メルビン・ロバーツの子として生まれた。第二次世界大戦中、父が陸軍に従軍している間、一家はジョージア州ウィーラー郡の農場に住んでいた。戦後、一家はマイアミに戻ったが、ロバーツは夏の間ジョージア州で祖父母とともに過ごした。
ロバーツは、高校時代に電子工学に興味を持ち、リレーを使った小型コンピュータを作った。しかし、彼の志望は医師になることであり、医学を専攻するつもりでマイアミ大学に入学した。大学で彼は、彼と同様に電子工学に興味を持つ脳神経外科医に出会った。その医師は、ロバーツに医学部に入学する前に工学の学位を取得することを勧め、ロバーツは専攻を電気工学に変更した。
ロバーツは大学在学中にジョーン・クラークと結婚した。彼女が妊娠したため、新しい家族を養うために大学を中退しなければならなくなった。アメリカ空軍には大学の学費を負担してくれるプログラムがあり、1962年5月、彼は学位取得のためにアメリカ空軍予備士官訓練隊に入隊した。ロバーツは、基礎訓練を受けた後、テキサス州サンアントニオにあるラックランド空軍基地の暗号装置整備学校に通った。大学で電気工学を専攻していたため、ロバーツはコースを修了すると暗号学校の講師に任命された。入隊兵の給料だけでは生活できないため、非番のときにも仕事をし、1人でリライアンス・エンジニアリングという会社を設立した。そこで、サンアントニオのデパートのウィンドウディスプレイのキャラクターをアニメーション化する電子機器を製作した。1965年、ロバーツは空軍士官になり、大学の学位取得制度の対象に選ばれた。ロバーツは1968年にオクラホマ州立大学で電気工学の学位を取得し、ニューメキシコ州アルバカーキのカートランド空軍基地にある兵器研究所のレーザー部門に配属された。このとき、彼は医学部への進学も検討したが、27歳では年を取りすぎていると考えて諦めた。

## MITS社設立

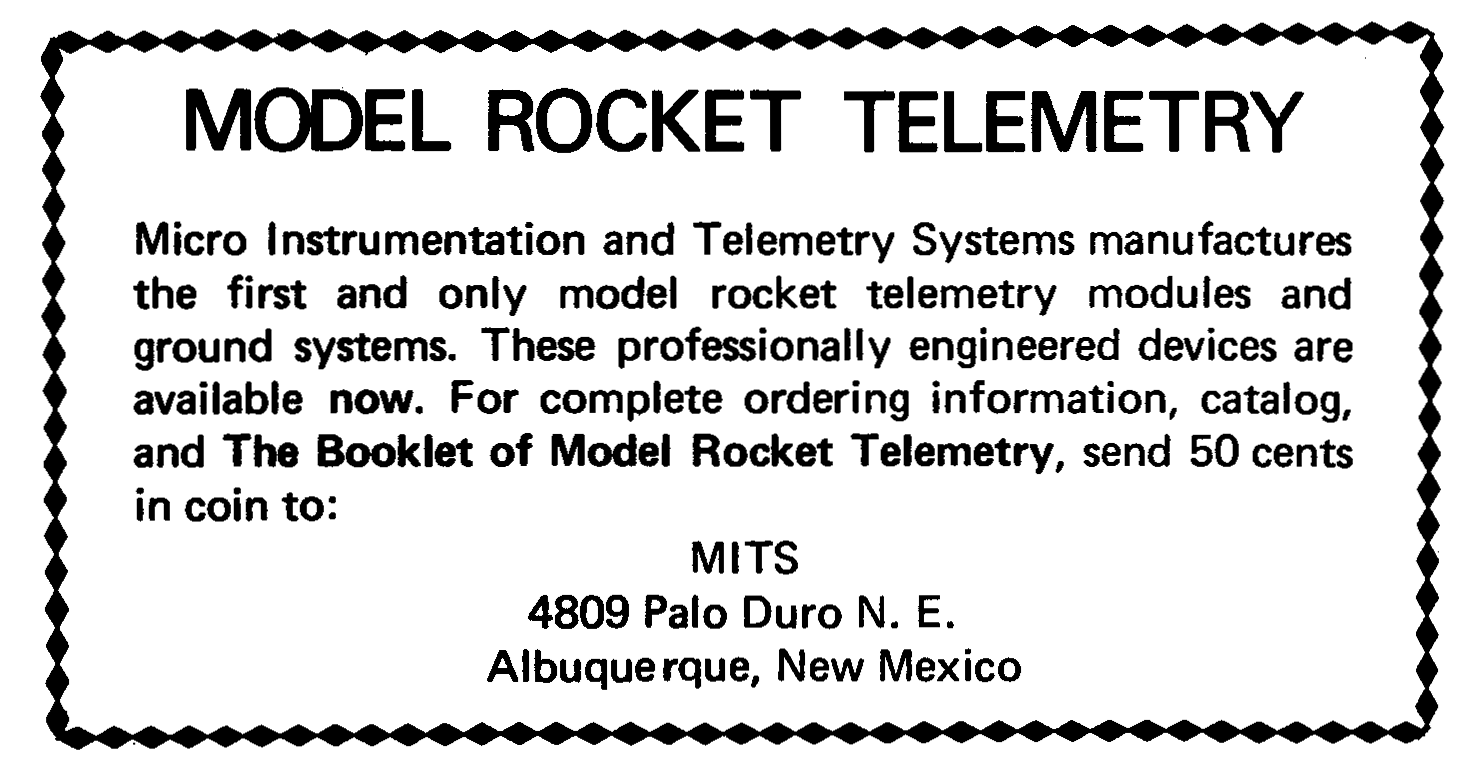
1970年3月のMITS社の広告。当時はエド・ロバーツの家のガレージにあった。

ロバーツは兵器研究所でフォレスト・ミムズと一緒に仕事をしていたが、二人ともモデルロケットに興味を持っていた。ミムズはアルバカーキ・モデルロケット・クラブの顧問を務めており、『モデル・ロケットリー』誌の発行者とロケット趣味者の会合で知り合っていた。これがきっかけとなり、『モデル・ロケットリー』誌の1969年9月号に「夜に打ち上げるモデルロケットに搭載するトランジスタ化された追跡用照明」という記事を寄稿した。ロバーツ、ミムズ、および研究室の同僚のスタン・キャグル、ボブ・ザラーは、モデルロケットの趣味者向けの電子機器キットを設計して販売することを決めた。ロバーツは会社の名前をリライアンス・エンジニアリングにしたかったが、ミムズはマサチューセッツ工科大学の略称の"MIT"が頭につく名前にしたいと考えていた。キャグルは、Micro Instrumentation and Telemetry Systems、略してMITSという名前を思いついた。彼らはモデルロケット用の点滅灯や送信機付きヨー軸角速度センサなどのキットを『モデル・ロケットリー』誌で宣伝したが、売れ行きはあまり良くなかった。
ミムズは、『ポピュラーエレクトロニクス』1970年11月号に掲載される予定の発光ダイオードの新技術についての記事を書いた。彼は編集者に、MITS社のプロジェクトの記事も欲しいかどうかを尋ね、同意を得た。ロバーツとミムズは、数百フィート離れた受信機に赤外線ビームで音声を送信するLED通信機を開発していた。MITS社は、この通信機のキットを同誌の読者向けに15ドルで販売し、100セット以上が売れた。
ミムズは、空軍を退役して、技術ライターの道へ進みたいと考えていた。ロバーツは他の創立者の出資分を買い取ってMITS社を自分の会社とし、会社の資源を電子計算機の新興市場に集中させた。

## 電卓

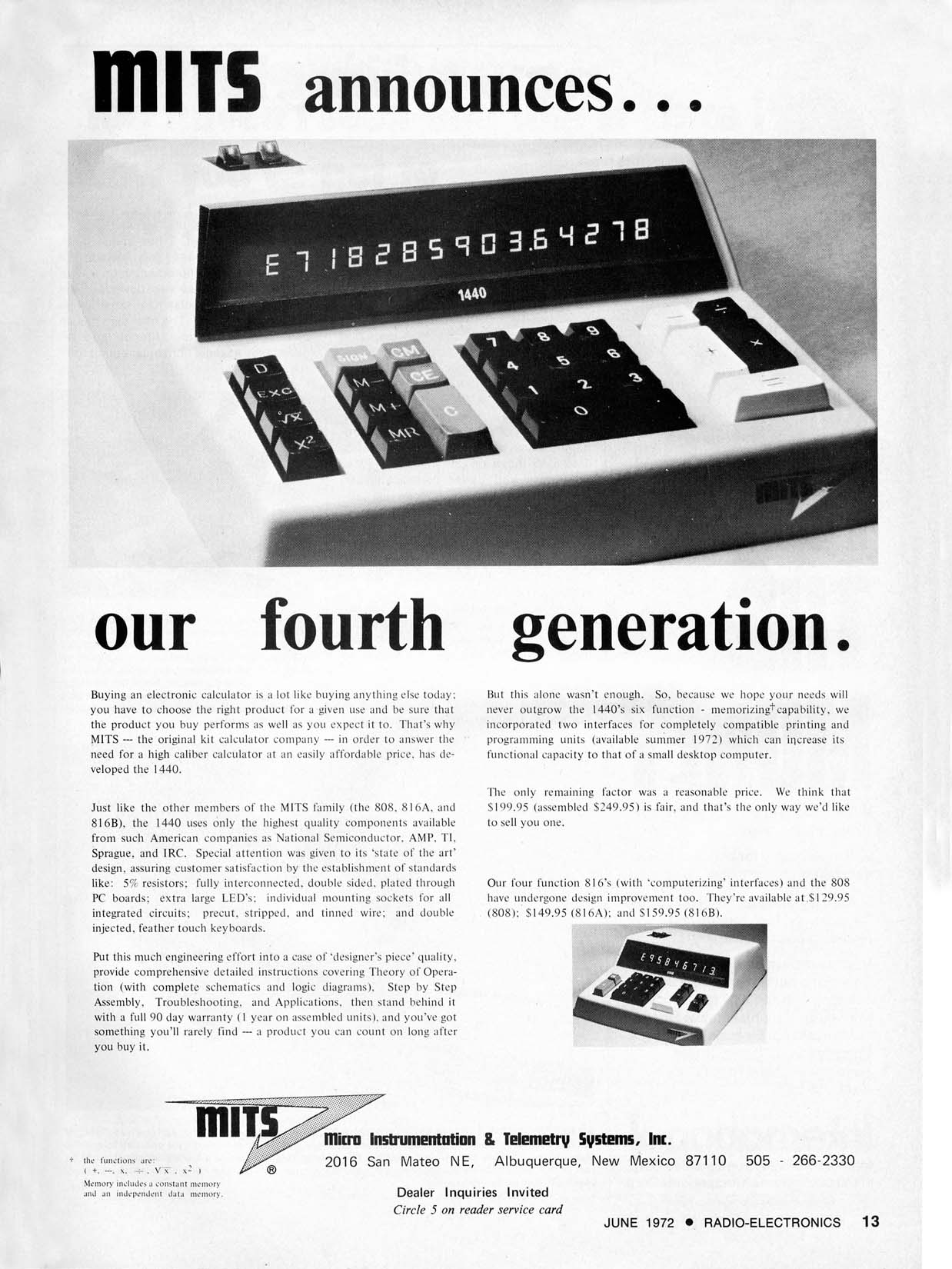
MITS社の電卓・Model 1440の1972年6月の広告

ロバーツが初めてコンピュータに触れたのは、オクラホマ州立大学に在籍していたときだった。工学部の学生はIBM 1620を自由に利用することができた。兵器研究所の彼の職場には、1968年に最新のプログラム電卓であるHP 9100Aが入った。ロバーツは、デジタルコンピュータを自分で作りたいと考えていた。1970年7月、エレクトロニック・アレイズ社が、LSIを6つ使った4つの関数の計算ができる電卓のキットを発表した。ロバーツは電卓キットを設計することを決意し、兵器研究所の同僚のウィリアム・イエーツとエド・ラフリンに投資してもらった。
最初の製品は、足し算、引き算、掛け算、割り算ができる「4関数」の電卓だった。表示は8桁しかなかったが、16桁の精度で計算ができた。MITS Model 816 電卓キットは、『ポピュラーエレクトロニクス』1971年11月の表紙に掲載された。キットは179ドル、組み立て済み製品は275ドルで販売された。MITS社がそれまでに提供してきたキットとは異なり、電卓の注文は毎月数千件入ってきた。
1973年3月には月商が10万ドルに達し、MITS社は1万平方フィート（930平方メートル）の広い建物に移転した。1973年には、「作っては出し」の状態で電卓を販売しており、110人の従業員が2交代で電卓を組み立てる作業を行っていた。電卓の集積回路の機能性が急速に高まり、ロバーツは新しいモデルを設計して生産していた。
電卓の人気により、従来の事務機器メーカーや半導体メーカーも電卓市場に参入した。1972年9月、テキサス・インスツルメンツ(TI)は、ポータブル4関数電卓「TI-2500」を発表し、120ドルで販売した。大企業は、市場シェアを獲得するために、原価割れの価格で販売することができた。1974年初頭までに、ロバーツは、小売店で電卓を材料費以下で購入できることに気づいた。このときには、MITS社は30万ドルの負債を抱えており、ロバーツは新たなヒット商品を探していた。

## Altair 8800

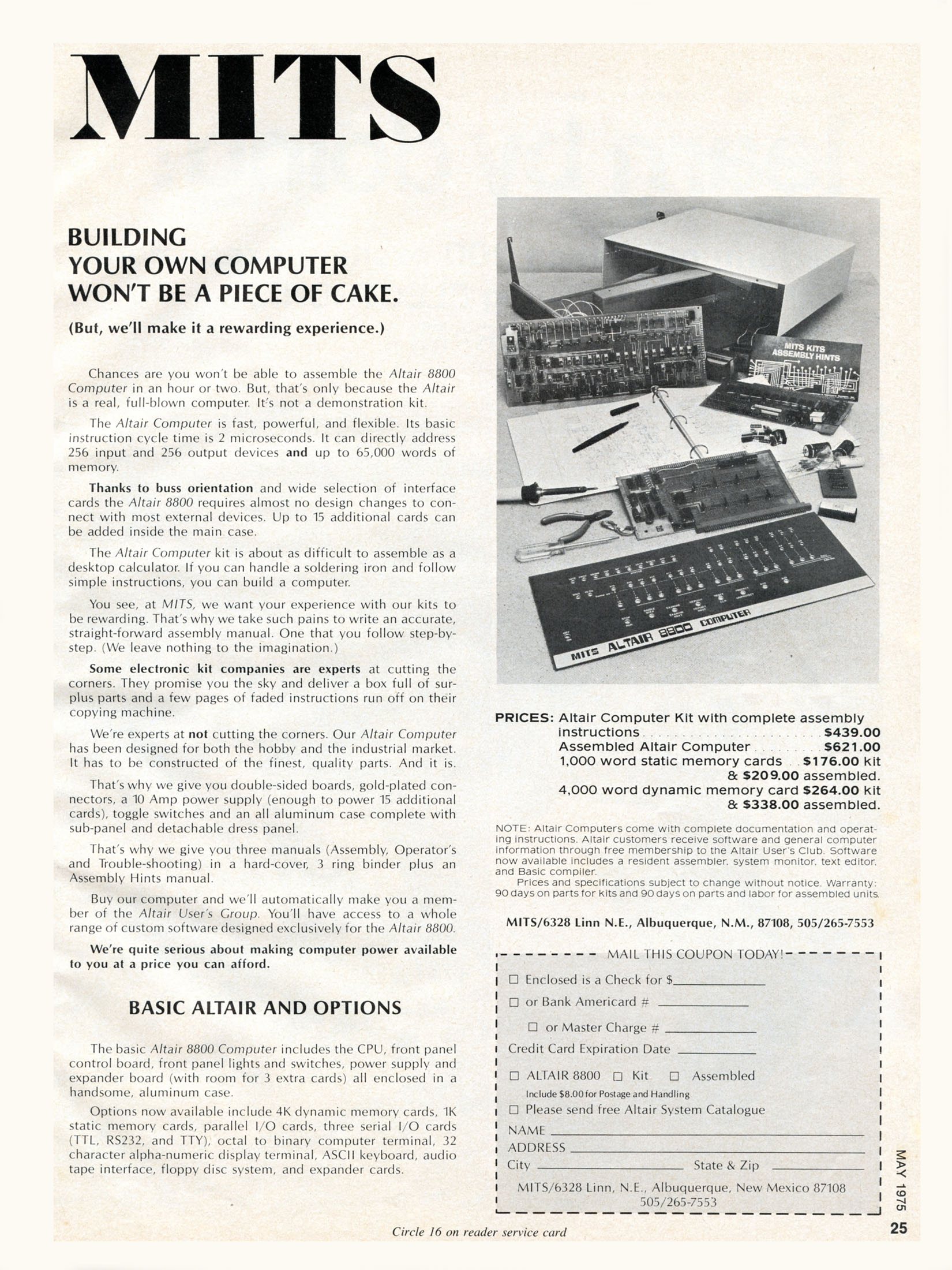
Altair 8800の1975年5月の広告

ロバーツは、低価格のコンピュータでキット市場に復帰することを決めた。顧客のターゲットとして、「多少の組み立てが必要」であることが望ましいと考えた。1974年4月、インテルがマイクロプロセッサIntel 8080を発売した。ロバーツは、自社のコンピュータキットには8080は十分だと感じていたが、8080は小ロットでは1個360ドルで販売されていた。ロバーツは、コンピュータキットの価格を400ドル以下にしなければならないと考えていた。この価格を実現するために、ロバーツはインテル社に8080を1,000個発注し、単価を75ドルまで下げさせた。会社の従業員を20人にまで減らし、銀行からの65,000ドルの融資により、新しいコンピュータの設計と初期生産の資金を確保した。ロバーツは、200台程度売れればいいと考えていたが、銀行には800台売れると言っていた。
『ポピュラーエレクトロニクス』編集長のアート・サルスバーグは、雑誌で紹介するコンピュータの製作プロジェクトを探していた。同誌の技術編集者であるレス・ソロモンは、MITS社がIntel 8080を使用したコンピュータキットを製作していることを知っていた。ロバーツはソロモンに、1975年1月号のプレス締め切りに間に合うように、11月までに製品を完成させると約束した。最初の試作品は10月に完成し、表紙写真の撮影のためにニューヨークのポピュラーエレクトロニクス社に送られたが、輸送中に紛失してしまった。ソロモンはすでにこの機械の写真を何枚ももらっていたので、記事はそれを元にして書いた。ロバーツとイェーツは代替機の製作に取り掛かった。雑誌の表紙に掲載されていたコンピュータは、フロントパネルにスイッチとLEDが取り付けられただけの空箱だった。実際に完成したAltair 8800は、雑誌に掲載されていた試作品とは全く異なる回路基板レイアウトを持っていた。

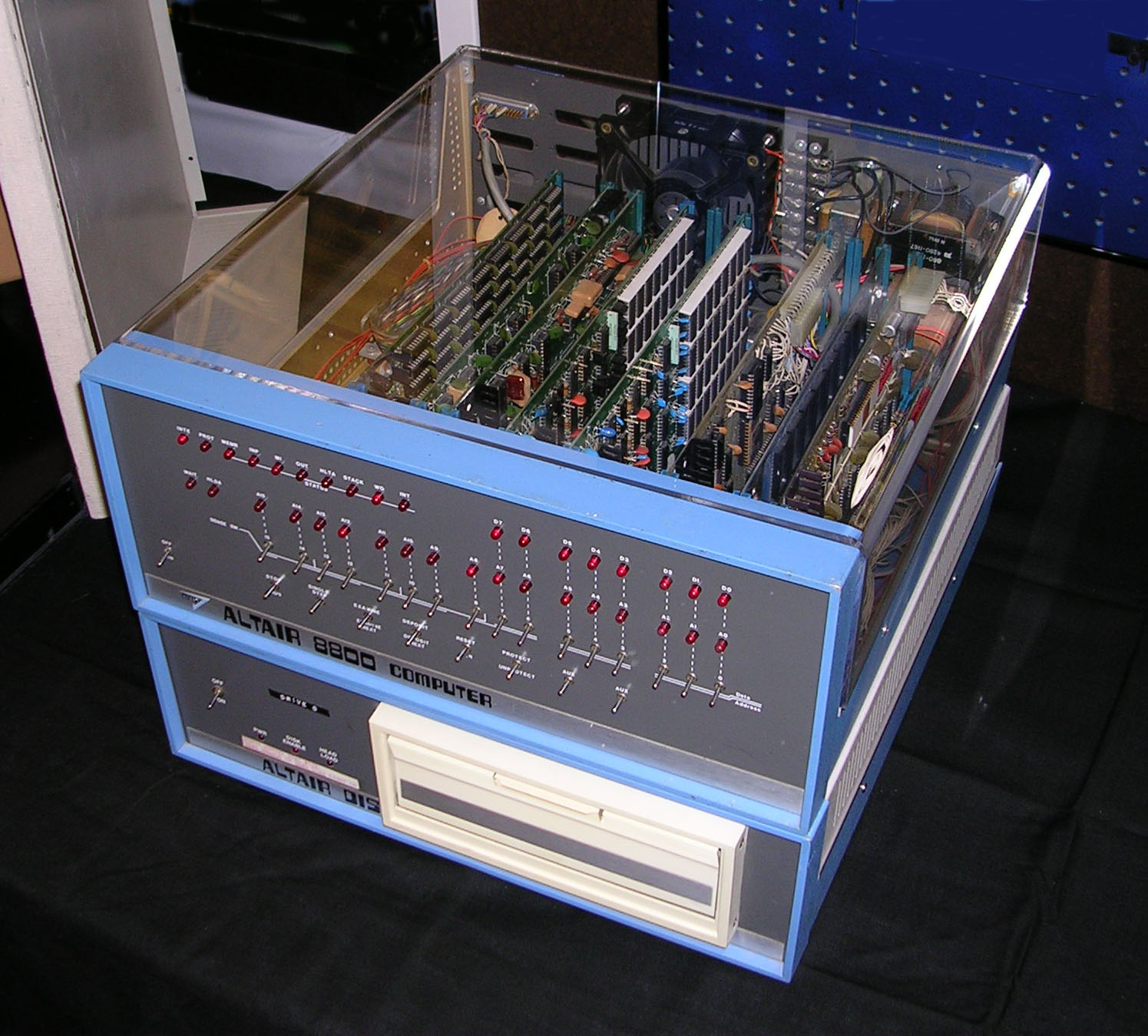
Altair 8800（上）と、8インチフロッピードライブ

MITS社の製品は、"Model 1440 Calculator"（1440型電卓）や"Model 1600 Digital Voltmeter"（1600型デジタル電圧計）のような命名をされていた。『ポピュラーエレクトロニクス』の編集者は、このコンピュータにより魅力的な名前があれば良いと考えた。MITS社の技術ライターのデビッド・バネルは3つほど名前を思いついたが、ロバーツはコンピュータの設計の仕上げに忙しくて、その中から1つを決めることができなかった。
Altairという名前を誰がつけたのかについては、いくつかの説がある。第1回Altair Computer Convention（1976年3月）では、『ポピュラーエレクトロニクス』誌のレス・ソロモンが、12歳の娘ローレンと話している中で命名したと語った。「彼女は『Altair（アルタイル）はどう? 今夜（の『スタートレック』の放送で）エンタープライズ号が行く所なの』と言いました。」『ポピュラー・サイエンス』1976年12月号では、この話をエド・ロバーツと娘の会話として誤って引用している。ロバーツの一人娘ドーンが生まれたのは1983年のことである。このどちらの話も、多くの書籍、雑誌、ウェブサイトに掲載されている。
『ポピュラーエレクトロニクス』誌の編集者のアレクサンダー・ブラワは別の説を唱えている。編集長は当初"Popular Electronics 8-bit"の頭文字をとって"PE-8"とするつもりだったが、レス・ソロモンはこの名前はつまらないと考え、ソロモン、ブラワ、ジョン・マクベイの3人で「これはstellarな出来事だから、星にちなんだ名前をつけよう」と決めて、マクベイが12番目に明るい恒星であるアルタイルを提案したという。
『ポピュラーエレクトロニクス』1975年1月号が1974年12月中旬に読者に届くと、MITS社には注文が殺到した。電話応対のためだけに人を雇う必要があった。1975年2月、MITS社にはAltair 8800の注文が1,000件も寄せられた。納期は60日とされていたが、実際に出荷されるまでには何ヶ月もかかった。1975年8月までに5,000台以上を出荷した。
Altair 8800の販売価格は、MITS社にとっては損益分岐点だった。利益を上げるためには、追加のメモリボード、I/Oボードなどのオプション品を販売する必要があった。MITS社のニュースレター『Computer Notes』の1975年4月号には、15以上のオプションボードの何ページにも渡る価格表が掲載されていた。オプション品の納期は60日または90日としていたが、ほとんどの製品は生産されることがなく、そのうちにオプション品は価格表から削除された。当初、ロバーツはコンピュータ本体の生産に専念することにしたため、オプション品の納品は1975年10月まで行われなかった。
MITS社の4K DRAMボードには設計と部品の問題がいくつかあった。7月までに、プロセッサ・テクノロジーなどの新興の会社が、信頼性の高い動作が保証された4K SRAMボードを販売するようになった。ロバーツは、『Computer Notes』の1975年10月号で4K DRAMボードの問題を認めた。価格を264ドルから195ドルに値下げし、既存の購入者には50ドルを払い戻した。MITS社は1976年1月に独自の4K SRAMボードをリリースした。
他にも数社がアドインボードの製造を開始し、1975年12月に最初のクローンであるIMSAI 8080が発売された。

## Altair BASIC
Altair 8800が表紙の『ポピュラーエレクトロニクス』誌をビル・ゲイツとポール・アレンが見たのは、ゲイツがハーバード大学の学生で、アレンがボストンのハネウェル社で働いているときだった。彼らは以前、Intel 8008用のソフトウェアを書いており、Intel 8080がBASICのインタプリタを動かすのに十分な能力を持っていることを知っていた。彼らは、8080用のBASICインタプリタを作成したという手紙をMITS社に送った。ロバーツが興味を持ったので、ゲイツとアレンはソフトウェアの作成を開始した。2人ともDECのミニコンピュータPDP-10を使用した経験があった。アレンは、DECのマクロアセンブラを修正して8080用のコードを作成し、8080をエミュレートするプログラムを書いて、Altairを持っていなくてもBASICのテストができるようにした。DECのBASIC-PLUSを手本として、ゲイツはAltairの限られたリソースでどのような機能を動作させるかを決定した。ゲイツはその後、8080アセンブリ言語のコードを黄色のリーガルパッドに書き始めた。2月、ゲイツとアレンは、ハーバード大学のPDP-10でBASICのコーディングとデバッグを始めた。また、浮動小数点演算ルーチンを書くために、ハーバード大学の学生モンティ・ダビドフを雇った。

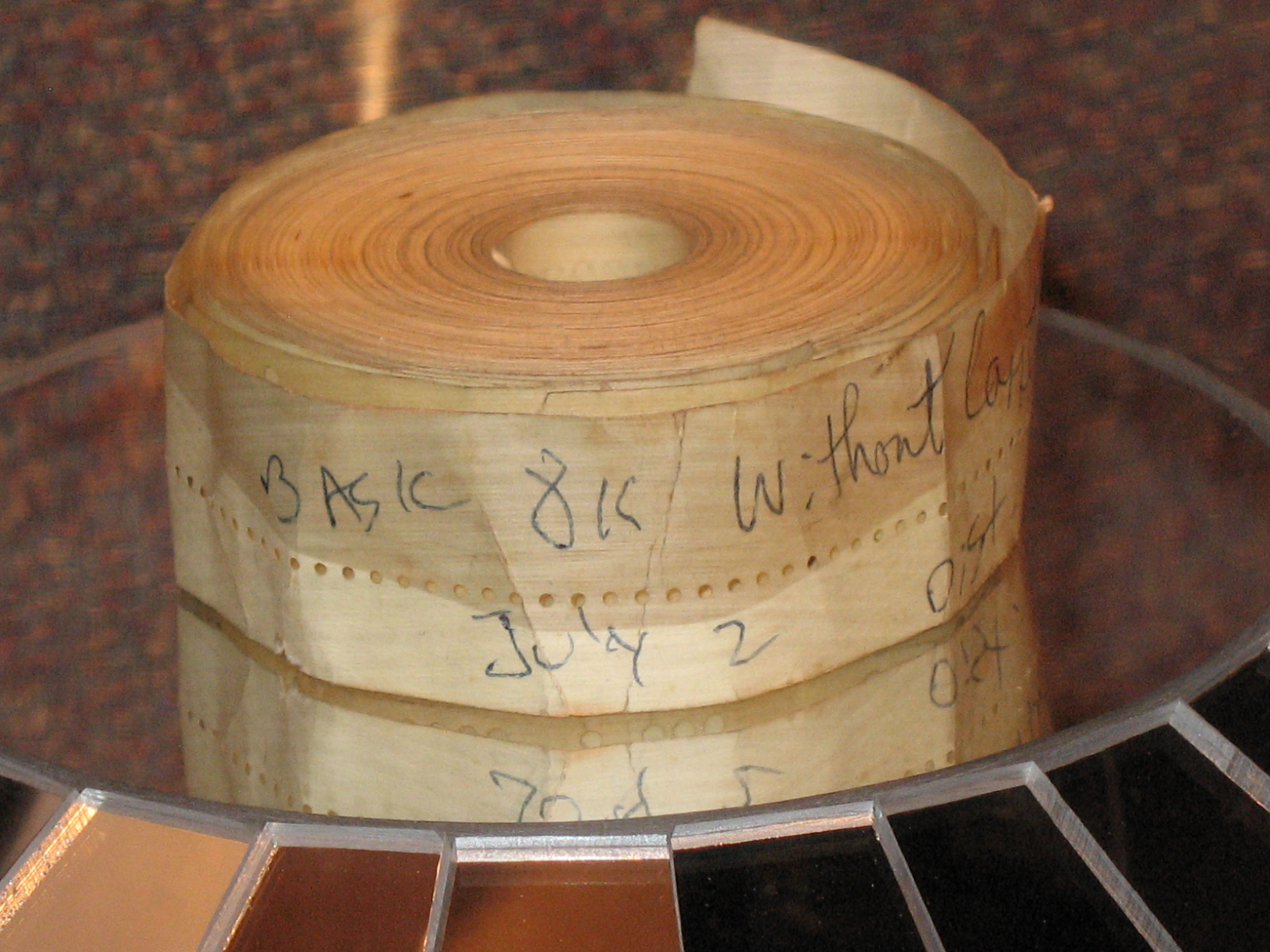
Altair 8K BASICが記録された紙テープ。ゲイツはアレンにBASICの入った紙テープを渡し、アレンが1人でMITS社へ持って行った。

ポール・アレンは1975年3月、実物のAltair 8800でBASICをテストするため、ニューメキシコ州アルバカーキに飛んだ。ゲイツは、アレンがボストンを出発する直前にBASICインタプリタを紙テープに保存し、アレンに渡していた。ロバーツは空港でアレンをピックアップトラックに乗せ、MITSの店先まで車を走らせた。BASICが必要とする7キロバイトのメモリを搭載したAltairはまだテスト中で、翌日にならないと準備ができない状態だったため、ロバーツはアレンのためにアルバカーキで一番高いホテルを予約していた。しかし、その宿泊料はアレンが持って来ていた全額よりも40ドルも高かったため、ロバーツが宿泊料を支払った。ロバーツは、ホテルの宿泊料を支払う余裕もないこのソフトウェア野郎(software guy)は一体何者なのだろうと思った。
翌日、7キロバイトのAltairはようやくメモリテストに合格した。テレタイプ端末ASR-33がAltairにプログラムをロードするのに15分近くかかり、テレタイプ端末に"MEMORY SIZE?"と表示された。アレンが"7168"と入力すると、テレタイプ端末に"READY"と表示された。アレンとロバーツの両氏は、自分たちのソフトウェアとハードウェアがちゃんと動作していることに驚いた。彼らはいくつかの小さなプログラムを入力し、動作させた。BASICインタプリタは完全ではなく、何度かクラッシュしたが、これでロバーツのコンピュータに高レベル言語が用意された。ロバーツはアレンをMITS社の副社長兼ソフトウェア担当ディレクターとして雇った。ビル・ゲイツもMITS社で働いていた。1975年10月の社内報では、ゲイツの肩書きは「ソフトウェア・スペシャリスト」となっている。
ビル・ゲイツはハーバード大学に残り、BASICの研究を続けた。ハーバード大学の学生は大学のDEC PDP-10を自由に使用することができたが、ゲイツがこれを使って商用製品を開発していたことが判明し、関係者はそれを快く思っていなかった。学校はその後、ゲイツに商用のタイムシェアサービスを利用してBASICの開発に取り組ませる方針を打ち出した。
1975年7月22日、MITS社はゲイツ、アレンとAltair BASICの契約を結んだ。彼らは署名時に3,000ドルを受け取り、その後はソフトウェアのコピーを1つ販売するごとにロイヤルティを上限18万ドルで受け取る契約だった。MITS社は10年間のプログラムの世界的な独占ライセンスを受けた。彼らはまた、他の企業にプログラムをサブライセンスするための排他的な権利を有し、その「最善の努力」を使用してライセンスを促進し、プログラムを商業化することに合意した。MITS社は、アルバカーキ学区が所有するPDP-10の使用時間を、BASICの開発のために提供した。
MITS社は、BASICは競争上の優位性となることに気付き、ハードウェアとソフトウェアをバンドルして販売した。MITSからコンピュータ、メモリ、I/Oボードを購入した顧客は、75ドルでBASICを入手することができたが、BASIC単体での販売価格は500ドルだった。多くのホビイストは、サードパーティからハードウェアを購入し、Altair BASICのコピーを「借りて」使っていた。ロバーツは他の企業にBASICをサブライセンスすることを拒否したため、1977年にMITS社と、ゲイツらのマイクロソフトとの間で調停が行われた。調停者はマイクロソフトと合意し、他の企業に8080 BASICをライセンスすることを許可した。ロバーツはこの決定に失望した。アレン、ゲイツともにMITS社の従業員であり、彼らが使ったコンピュータの使用料はロバーツが支払っていたので、ロバーツはBASICは自分のソフトウェアだと思っていた。

## パーテック社への売却
1976年には、MITS社は230人の従業員を有し、売上高は600万ドルに達していた。ロバーツは大きな組織の管理に疲れ、より大きなパートナーを探していた。MITS社は常にパーテック・コンピュータ社のディスクドライブを使用していたが、1976年12月3日、パーテック社はMITS社の株式を600万ドルで買収する合意書に署名した。取引は1977年5月に完了し、ロバーツの取り分は200万～300万ドルとなった。Altair製品はパーテック社の製品ラインに統合され、MITS社の施設は小型ビジネスコンピュータPCC-2000の生産に使用された。アルバカーキ工場は1980年12月に閉鎖され、生産はカリフォルニア州アーバインのパーテック社の工場に移された。

## 医師
1977年後半、ロバーツはジョージア州の田舎に戻り、青年期に祖父母の家をよく訪れていたウィーラー郡で大規模な農場を購入した。彼はパーテック社とハードウェア製品を対象とした競合避止契約を結んでいたため、農業の傍らで、ソフトウェア会社を立ち上げた。
彼は、年齢のために医師になるという夢を一度諦めたが、近くのマーサー大学が1982年に医学部を開設した。彼はそこに入学し、1986年に医学博士号を取得して卒業した。彼は内科で研修医を務め、1988年にジョージア州コクランという小さな町で診療所を開設した。2009年には、ロバーツは、医療名誉協会であるアルファ・オメガ・アルファの会員に選出された。

## 私生活
ロバーツは1962年にジョーン・クラーク(Joan Clark)と結婚し、息子が5人と娘が1人生まれた。2人は1988年に離婚した。ロバーツは1991年にドナ・モールディン(Donna Mauldin)と再婚した。1997年4月の新聞のインタビューを受けた時点ではまだ夫婦だったが、その後離婚した。2000年にローザ・クーパー(Rosa Cooper)と再婚し、彼が死ぬまで一緒だった。
ロバーツは数ヶ月に及ぶ肺炎との闘病の末、2010年4月1日に68歳で亡くなった。ジョージア州メーコンでの入院中、最初で最後の雇い主を見舞いに、何の予告もなしに病院を訪れたビル・ゲイツの姿を見て、病院の職員は唖然とした。

## 著作物
本
- Roberts, H. Edward; Forrest Mims (1974). Electronic Calculators. Indianapolis: Howard W Sams. ISBN 978-0-672-21039-6

雑誌
- Mims, Forrest M.; Henry E. Roberts (November 1970). “Assemble an LED Communicator – The Opticom”. Popular Electronics (Ziff Davis) 33 (5):  45–50, 98–99.
- Roberts, Ed (November 1971). “Electronic desk calculator you can build”. Popular Electronics (Ziff Davis) 35 (5):  27–32.
- Roberts, H. Edward (November 1973). “Understanding computer arithmetic”. Radio-Electronics (Gernsback) 44 (22):  55–60. ISSN 0033-7862.

- Roberts, H. Edward; William Yates (January 1975). “Altair 8800 Minicomputer, Part 1”. Popular Electronics (Ziff Davis) 7 (1):  33–38. ISSN 0032-4485. Part 2 in the February 1975 issue.
- Roberts, H. Edward; Paul Van Baalen (November 1975). “First Motorola/AMI "6800" MPU computer project”. Popular Electronics (Ziff Davis) 8 (5):  33–36. ISSN 0032-4485. Part 2 in the December 1975 issue.